# Bartolomeo Bernasconi
Bartolomeo Bernasconi (Lugano, prima del 1755 – Genova, 1835) è stato uno stuccatore svizzero naturalizzato italiano.

## Biografia
Bartolomeo Bernasconi nacque a Lugano o nelle sue vicinanze prima del 1755. La data di nascita, sconosciuta, è stata stimata grazie a quanto ha scritto Federico Alizeri nella sua Guida artistica per la città di Genova, dove riferisce che Bernasconi morì di colera nel 1835 «d'anni già sopra gli ottanta».
Dopo aver concluso gli studi nel suo paese natio, Bernasconi si trasferì a Genova dove iniziò a produrre le sue opere, in compagnia dell'architetto svizzero Giambattista Pellegrini che collaborò con lui «per amore di compaesano e d'amico».
Insieme a Pellegrini, Bernasconi lavorò negli anni 1778-1780 alla decorazione della facciata di palazzo Belimbau in Piazza della Nunziata e nel biennio successivo al restauro del palazzo dei marchesi Serra in Via del Campo.
Raggiunta la notorietà grazie a questi due primi lavori, negli anni successivi ricevette diverse commesse da parte di altri nobili genovesi. Nel 1785 lavorò alla decorazione di una sala del palazzo Adorno di Via Garibaldi, dedicando grande cura in particolare alla cornice del dipinto di Lazzaro Tavarone con episodi della vita di Antoniotto Adorno. In seguito il marchese Adorno gli commissionò la decorazione della cappella della villa di famiglia ad Albaro, oggi non più esistente.
In seguito lavorò ai restauri di palazzo Raggio in Via Balbi e alla decorazione del palazzo della Meridiana, nel palazzo Pallavicini in Contrada di San Sebastiano e nel palazzo Brancaleone Doria alle Vigne. Realizzò gli stucchi di palazzo Gambaro e di alcune sale di Villa Scassi a Sampierdarena. Lavorò inoltre agli interni delle chiese parrocchiali di Nervi e di Monterosso.
In seguito alla conquista di Genova da parte di Napoleone Bonaparte nel 1797 e la conseguente fine del regime aristocratico non ebbe più commesse da parte delle famiglie nobiliari, ma rimase ospite della famiglia Adorno fino al 1835, quando morì durante una epidemia di colera.